# Stanislav Salamovich Cherchesov
Stanislav Salamovich Cherchesov (tiếng Nga: Станислав Саламович Черчесов, phát âm [stənʲɪˈsɫaf sɐˈɫaməvʲɪt͡ɕ t͡ɕɪrˈt͡ɕesəf]; tiếng Ossetia: Черчесты Саламы фырт Станислав, đã Latinh hoá: Ĉerĉesty Salamy fyrt Stanislav; sinh ngày 2 tháng 9 năm 1963) là cựu cầu thủ và huấn luyện viên bóng đá chuyên nghiệp người Nga gốc Ossetia chơi ở vị trí thủ môn. Ông từng chơi cho đội tuyển bóng đá quốc gia Liên Xô, Cộng đồng các Quốc gia Độc lập và Nga. Hiện tại, ông là huấn luyện viên câu lạc bộ Ferencváros tại Nemzeti Bajnokság I (giải vô địch quốc gia Hungary).
Tháng 8 năm 2016, ông được bổ nhiệm làm huấn luyện viên trưởng của đội tuyển Nga và giúp đội bóng của mình đạt tới vòng tứ kết của FIFA World Cup 2018. Tháng 7 năm 2021, ông bị Liên đoàn bóng đá Nga sa thải sau khi đội tuyển Nga không vượt qua vòng bảng UEFA Euro 2020.